# Bahnstrecke Steinholz–Hirschhagen
| Die Brücke über das Wohratal ist das markanteste Bauwerk der Strecke |                      |                                             |                                             |
| Streckennummer: | 3924                 |                                             |                                             |
| Streckenlänge: | 15 km                |                                             |                                             |
| Spurweite: | 1435 mm (Normalspur) |                                             |                                             |
| |                      |                                             |                                             |
| \| \| \| von Walburg \| \| \| \| 0,0 \| Steinholz \| Steinholz \| \| \| 0,6 \| nach Großalmerode-West \| nach Großalmerode-West \| \| \| 1,0 \| Wohra \| Wohra \| \| \| 4,66 \| Straße Friedrichsbrück – Hessisch Lichtenau \| Straße Friedrichsbrück – Hessisch Lichtenau \| \| \| 7,5 \| zum Kohlebunker (Gleisdreieck) \| zum Kohlebunker (Gleisdreieck) \| \| \| 7,8 \| vom Kohlebunker (Gleisdreieck) \| vom Kohlebunker (Gleisdreieck) \| \| \| 7,8 \| Beginn/Ende Ringbahn \| Beginn/Ende Ringbahn \| \| \| 8,8 \| Industrieanschluss \| Industrieanschluss \| \| \| 9,0 \| Industrieanschluss \| Industrieanschluss \| \| \| 9,4 \| Dieselstraße \| Dieselstraße \| \| \| ca. 9,8 \| Streckenende nach 1945 \| Streckenende nach 1945 \| \| \| 9,9 \| Henschelstraße \| Henschelstraße \| \| \| 10,2 \| Röntgenstraße \| Röntgenstraße \| \| \| 10,5 \| Abzweig zu zwei Verladerampen \| Abzweig zu zwei Verladerampen \| \| \| 11,8 \| Einsteinstraße \| Einsteinstraße \| \| \| ca. 12,1 \| Streckenanfang nach 1945 \| Streckenanfang nach 1945 \| \| \| 12,2 \| Verladerampe Fa. Junghans \| Verladerampe Fa. Junghans \| \| \| 12,7 \| Einsteinstraße \| Einsteinstraße \| \| \| 13,0 \| Dieselstraße \| Dieselstraße \| \| \| 13,8 \| Lilienthalstraße \| Lilienthalstraße \| \| \| 13,9 \| zum Lokschuppen \| zum Lokschuppen \| \| \| 14,3 \| Industrieanschluss Fa. Schüller \| Industrieanschluss Fa. Schüller \| \| \| 14,8 \| Ende der Ringbahn \| Ende der Ringbahn \| |                      |                                             |                                             |
| Strecke (außer Betrieb) |                      | von Walburg                                 | von Walburg                                 |
| Bahnhof (Strecke außer Betrieb) | 0,0                  | Steinholz                                   | Steinholz                                   |
| Abzweig geradeaus und nach rechts (Strecke außer Betrieb) | 0,6                  | nach Großalmerode-West                      | nach Großalmerode-West                      |
| Brücke über Wasserlauf (Strecke außer Betrieb) | 1,0                  | Wohra                                       | Wohra                                       |
| Brücke (Strecke außer Betrieb) | 4,66                 | Straße Friedrichsbrück – Hessisch Lichtenau | Straße Friedrichsbrück – Hessisch Lichtenau |
| Abzweig geradeaus und nach rechts (Strecke außer Betrieb) | 7,5                  | zum Kohlebunker (Gleisdreieck)              | zum Kohlebunker (Gleisdreieck)              |
| Abzweig geradeaus und von rechts (Strecke außer Betrieb) | 7,8                  | vom Kohlebunker (Gleisdreieck)              | vom Kohlebunker (Gleisdreieck)              |
| Abzweig geradeaus und nach links (Strecke außer Betrieb) | 7,8                  | Beginn/Ende Ringbahn                        | Beginn/Ende Ringbahn                        |
| Abzweig geradeaus und nach links (Strecke außer Betrieb) | 8,8                  | Industrieanschluss                          | Industrieanschluss                          |
| Abzweig geradeaus und nach links (Strecke außer Betrieb) | 9,0                  | Industrieanschluss                          | Industrieanschluss                          |
| Bahnübergang (Strecke außer Betrieb) | 9,4                  | Dieselstraße                                | Dieselstraße                                |
| Wechsel des Eisenbahninfrastrukturunternehmens (Strecke außer Betrieb) | ca. 9,8              | Streckenende nach 1945                      | Streckenende nach 1945                      |
| Bahnübergang (Strecke außer Betrieb) | 9,9                  | Henschelstraße                              | Henschelstraße                              |
| Bahnübergang (Strecke außer Betrieb) | 10,2                 | Röntgenstraße                               | Röntgenstraße                               |
| Abzweig geradeaus und nach links (Strecke außer Betrieb) | 10,5                 | Abzweig zu zwei Verladerampen               | Abzweig zu zwei Verladerampen               |
| Bahnübergang (Strecke außer Betrieb) | 11,8                 | Einsteinstraße                              | Einsteinstraße                              |
| Wechsel des Eisenbahninfrastrukturunternehmens (Strecke außer Betrieb) | ca. 12,1             | Streckenanfang nach 1945                    | Streckenanfang nach 1945                    |
| Strecke (außer Betrieb) | 12,2                 | Verladerampe Fa. Junghans                   | Verladerampe Fa. Junghans                   |
| Bahnübergang (Strecke außer Betrieb) | 12,7                 | Einsteinstraße                              | Einsteinstraße                              |
| Bahnübergang (Strecke außer Betrieb) | 13,0                 | Dieselstraße                                | Dieselstraße                                |
| Bahnübergang (Strecke außer Betrieb) | 13,8                 | Lilienthalstraße                            | Lilienthalstraße                            |
| Abzweig geradeaus und von links (Strecke außer Betrieb) | 13,9                 | zum Lokschuppen                             | zum Lokschuppen                             |
| Abzweig geradeaus und nach rechts (Strecke außer Betrieb) | 14,3                 | Industrieanschluss Fa. Schüller             | Industrieanschluss Fa. Schüller             |
| Abzweig geradeaus und von links (Strecke außer Betrieb) | 14,8                 | Ende der Ringbahn                           | Ende der Ringbahn                           |

Die als Werkbahn der Sprengstofffabrik Hessisch Lichtenau gebaute Bahnstrecke Steinholz–Hirschhagen zweigte nördlich von Velmeden am Abzweig Steinholz von der Bahnstrecke Walburg–Großalmerode West ab. Die 7,8 km lange Anschlussbahn mit einer darauf folgenden 7,7 km langen Ringbahn umgab das Areal der Sprengstofffabrik Hessisch Lichtenau und das spätere Industriegebiet Hirschhagen im heutigen Stadtgebiet von Hessisch Lichtenau im nordhessischen Werra-Meißner-Kreis.

## Geschichte
1935 wurde zwischen den Bahnhöfen Velmeden und Rommerode an der Bahnstrecke Walburg–Großalmerode West der Abzweigbahnhof Steinholz gebaut. Von diesem wurde eine Bahntrasse zur Baustelle der Sprengstofffabrik Hessisch Lichtenau angelegt, welche in Form einer ausgedehnten Gleisschleife das im Wald getarnte Werksgelände umschloss. Das Werk ging 1936 in Betrieb und war einer der größten Rüstungsbetriebe des Deutschen Reiches. Aufwändigstes Bauwerk der Strecke ist eine 150 m lange Brücke über das Tal der Wohra. Die Strecke war mit mehreren zweigleisigen Abschnitten und Ausweichstellen versehen. Über ein Gleisdreieck bestand ein Abzweig zu einem Kohlebunker, der mit einer Seilbahn mit der Braunkohlenzeche Hirschberg verbunden war. Insgesamt wurden 35 Kilometer Gleis verlegt, davon 17 Kilometer innerhalb des Werksgeländes auf der als Ringbahn bezeichneten Gleisschleife.
Im Zweiten Weltkrieg nicht zerstört, wurde die Strecke nach Kriegsende im Zuge der Teildemontage der Sprengstofffabrik durch die Alliierten unbrauchbar gemacht. Ab Ende der 1940er Jahre wurde die Strecke wiederhergestellt und einige Jahrzehnte für zivile Zwecke als Industrieanschlussbahn genutzt. Der westliche Teil der Bahntrasse zwischen den Streckenkilometern 9,9 und 12,2 blieb ungenutzt und teilweise abgebaut, so dass sich die Strecke seitdem ab Kilometer 7,8 in zwei Äste aufspaltete.
Das Güteraufkommen auf der Strecke ließ ab den 1960er Jahren nach. Zu den letzten Kunden in Hirschhagen zählte das Isolierstoffwerk Isofloc und der Schrotthändler Schüller, bei dem in den 1970er Jahren auch Wagen der Deutschen Bundesbahn verschrottet wurden.
Der zuletzt noch zwischen Walburg und Epterode aufrechterhaltene Güterverkehr auf der Bahnstrecke Walburg–Großalmerode-West wurde mit Schließung der Zeche Hirschberg in Epterode am 15. Dezember 2002 eingestellt. Damit endete auch der letzte Bahnverkehr auf der Anschlussbahn Steinholz–Hirschhagen. 2013 gelang Metalldieben der Diebstahl von 1600 m Gleisen der ehemaligen Werksbahn.

## Fahrzeugeinsatz
Die Rohstoffe für die Munitions- und Sprengstoffproduktion wurden bis 1945 von der Deutschen Reichsbahn bis zum Bahnhof Steinholz geliefert. Dort übernahmen feuerlose Dampfspeicherlokomotiven die Güterwagen und Kesselwagen, da wegen Explosionsgefahr im Werk Dampflokomotiven ebenso wie Kraftfahrzeuge mit Verbrennungsmotoren nicht zugelassen waren.
In den letzten Betriebsjahren wurde die Strecke mit Diesellokomotiven der DB-Baureihen 216 und 290 bedient.